# نگرش تنگ‌نظرانه ۱۹۰۱

نگرش تنگ‌نظرانه ۱۹۰۱ (لهستانی: Wizja lokalna 1901) یک فیلم درام تاریخی لهستانی است که در سال ۱۹۸۱ منتشر شد. این فیلم در دو هفته کارگردانان جشنواره فیلم کن ۱۹۸۱ به نمایش درآمد.

## گزیدهٔ بازیگران
- تادئوش اومنیتسکی
- دانیل اولبریخسکی
- یرژی اشتور
- هنریک بیستا
- زجیسواف واردین
- آندژی واسیلویچ
- میه‌چیسواف ویت
- استانیسواف میخالسکی
- جک رکنیتس